# O Superman
O Superman (For Massenet) is een lied uit 1981 van de muzikante en performance artist Laurie Anderson. Het half gesproken, half gezongen nummer was een onverwachte hit voor Anderson, die voordien alleen bekendheid in de kunstwereld genoot.

## Muziek en structuur
O Superman is een minimalistisch werk, bestaande uit een kale achtergrond van twee elkaar afwisselende akkoorden bestaande uit een steeds herhaalde uitgesproken lettergreep "ha" die op een Eventide pitchshifter geloopt is, met daarover de gesproken tekst die door een Vocoder gehaald is. Aan het einde van het lied is een elektronisch bewerkte saxofoon te horen, en de opname is op enkele cruciale delen gelardeerd met vogelgezang.

## Inhoud
Het lied is oorspronkelijk een cover van de aria "Ô Souverain, ô juge, ô père" uit Jules Massenets opera Le Cid. Het lied begint ook met een vergelijkbare tekst, de stanza ("O Superman / O Judge / O Mom and Dad") komt overeen met Massenets intro. Daarna volgt een telefoongesprek tussen de hoofdpersoon en een geheimzinnige stem aan de andere kant van de lijn, die eerst de moeder van de hoofdpersoon lijkt te zijn maar zich later ontpopt als De Hand Die Neemt. De stem heeft ook beschikking over lange, elektronische en petrochemische armen. 
Grote invloeden zijn er verder te horen van Einstein on the Beach van Philip Glass en Warm Leatherette van The Normal. Het lied refereert daarnaast  aan thema's zoals de Tao en telecommunicatie.
De tekst ontleent enkele bekende citaten en uitspraken (althans, voor Amerikanen), zoals de zin "Neither snow nor rain nor gloom of night shall stay these couriers from the swift completion of their appointed rounds", het informele motto van de Amerikaanse posterijen.

## Trivia
Met een speelduur van 8 minuten en 21 seconden was het destijds (1981) de langste Top 40 en Nationale Hitparade hit in de geschiedenis. (De single van Halo of Flies van Alice Cooper vermeldde eveneens een speelduur van 8:21" maar in werkelijkheid duurde het nummer 8:17"). Later zijn er langere Top 40-hits geweest, maar die waren allemaal op cd-single verschenen. O Superman en Halo of Flies zijn derhalve nog altijd de langste 7"-vinylsingles die in de Top 40 en Nationale Hitparade hebben gestaan.
O Superman werd in de jaren '90 regelmatig gecoverd door David Bowie tijdens zijn concerten. In 2020 verscheen een liveversie van het nummer op zijn box set Brilliant Live Adventures.

## Hitnoteringen

### Nederlandse Top 40
| Hitnotering: 31-10-1981 t/m 12-12-1981 | Hitnotering: 31-10-1981 t/m 12-12-1981 | Hitnotering: 31-10-1981 t/m 12-12-1981 | Hitnotering: 31-10-1981 t/m 12-12-1981 | Hitnotering: 31-10-1981 t/m 12-12-1981 | Hitnotering: 31-10-1981 t/m 12-12-1981 | Hitnotering: 31-10-1981 t/m 12-12-1981 | Hitnotering: 31-10-1981 t/m 12-12-1981 |
| Week:                                  | 1                                      | 2                                      | 3                                      | 4                                      | 5                                      | 6                                      | 7                                      |
| -------------------------------------- | -------------------------------------- | -------------------------------------- | -------------------------------------- | -------------------------------------- | -------------------------------------- | -------------------------------------- | -------------------------------------- |
| Positie:                               | 20                                     | 15                                     | 11                                     | 9                                      | 10                                     | 21                                     | 36                                     |

### Nationale Hitparade
| Hitnotering: 31-10-1981 t/m 12-12-1981 | Hitnotering: 31-10-1981 t/m 12-12-1981 | Hitnotering: 31-10-1981 t/m 12-12-1981 | Hitnotering: 31-10-1981 t/m 12-12-1981 | Hitnotering: 31-10-1981 t/m 12-12-1981 | Hitnotering: 31-10-1981 t/m 12-12-1981 | Hitnotering: 31-10-1981 t/m 12-12-1981 | Hitnotering: 31-10-1981 t/m 12-12-1981 |
| Week:                                  | 1                                      | 2                                      | 3                                      | 4                                      | 5                                      | 6                                      | 7                                      |
| -------------------------------------- | -------------------------------------- | -------------------------------------- | -------------------------------------- | -------------------------------------- | -------------------------------------- | -------------------------------------- | -------------------------------------- |
| Positie:                               | 16                                     | 12                                     | 10                                     | 15                                     | 19                                     | 27                                     | 47                                     |